# Jutta Kirst
Jutta Kirst (Dresde, Alemania, 10 de noviembre de 1954) es una atleta alemana retirada, especializada en la prueba de salto de altura en la que, compitiendo con la República Democrática Alemana llegó a ser medallista de bronce olímpica en 1980.

## Carrera deportiva
En los JJ. OO. de Moscú 1980 ganó la medalla de bronce en el salto de altura, con 1.94 metros, tras la italiana Sara Simeoni (oro con 1.97 metros) y la polaca Urszula Kielan (plata también con 1.94 m pero en menos intentos).